# 茨城県立磯原高等学校
茨城県立磯原高等学校（いばらきけんりつ いそはらこうとうがっこう）は、茨城県北茨城市に所在した公立の高等学校。

## 設置学科
- 普通科

## 所在地
- 〒319-1541 茨城県北茨城市磯原町磯原912

## 沿革
- 1953年 - 設立
- 2008年 - 生徒募集を停止。茨城県立北茨城高等学校と合併して茨城県立磯原郷英高等学校となる
- 2010年3月31日 - 閉校

## 著名な出身者
- 石井竜也（カールスモーキー石井） - ミュージシャン（米米CLUB）
- 小野寺優太 - ラグビー選手（NECグリーンロケッツ→三菱重工相模原）
- 金澤健人 - 元プロ野球選手（阪神→日本ハム→オリックス→ソフトバンク）
- 鈴木康二朗 - 元プロ野球選手（ヤクルト→近鉄）
- 宮路オサム - 演歌歌手（元殿さまキングス）